# 环城西路 (宁波)
环城西路，是浙江省宁波市的一条南北向城市主干道，因系宁波市外环线西段而得名，起点位于环城北路、新星路交叉口，北接青林渡路，终点位于启运路、鄞奉路交叉口，南接雅戈尔大道，全长7.138公里，以中山西路为界分为北段及南段，原系西郊乡（现望春街道）、段塘镇（现段塘街道）农田，始建于1989年8月，1990年4月建成中山西路以北路段，8月建成以南路段，1995年拓宽中山西路口、中山西路至鄞奉路口段，1998年6月将环城西路北段延伸至中山西路口，1998年改造环城西路北段，2010年进行全段改造，2012年完工。

## 主要相交道路
- 北接青林渡路

北段：
- 西：新星路、东：环城北路
- 海金路
- 广安路
- 通途路（永丰西路段）

南段：
- 中山西路
- 永达路（夏禹路段）
- 西：气象路、东：苍松路
- 西：环城西路南段578弄、东：恒春街
- 新典路
- 南苑街
- 环城南路
- 顺德路
- 段塘东路
- 西：段塘西路、东：环城西路南段1085弄
- 西：启运路、东：鄞奉路
- 南接雅戈尔大道